# Palaiargia eos
Palaiargia eos – gatunek ważki z rodziny pióronogowatych (Platycnemididae). Jest znany tylko z holotypu, którym jest samiec odłowiony w grudniu 1937 roku w Papui Zachodniej (indonezyjska część Nowej Gwinei).